# Castello di Septe
Das Castello di Septe ist eine Burg in der italienischen Gemeinde Mozzagrogna in der Provinz Chieti.

## Geschichte
Die Burg wurde von den Langobarden gegen Ende des 8. Jahrhunderts erbaut, andere Quellen weisen auf einen Bau zwischen dem 9. und 10. Jahrhundert hin. Danach wurde sie ein Lehen der Grafen von Chieti bis zur Eroberung durch die Normannen im 11. Jahrhundert. 1095 gab es der oberste Graf der Normannen, Robert von Loritello, für immer an den Bischof von Chieti, ‚‘Rainolfo‘‘. 1259 gab König Manfred die Burg und ihr Lehen an die Stadt Lanciano. 1268 weilte dort der Graf Philipp I. von Flandern zusammen mit seiner Familie. 1308 wurde der Graf wegen seiner Arroganz vertrieben, dann folgte für die Burg eine Zeit des Verfalls. 1625 wurde das Lehen an Privat verkauft, zunächst an die Anfossos und dann an die Procaccinos. 1721 schenkte die Baroness Chiara de Osses mangels Erben die Burg Antonio Genoino, dessen Familie sie bis zur Mitte des 20. Jahrhunderts in Besitz behielt; dann verschwand der letzte Erbe der Familie auf mysteriöse Weise im Zweiten Weltkrieg. Das heutige Aussehen der Burg ist einem modernen Umbau geschuldet. Heute ist dort ein Hotel untergebracht, das den Namen der Burg trägt.

## Beschreibung
Auf beiden Seiten der Hauptfassade gibt des große Türme mit Zinnen darauf. Auf dem mittleren Baukörper sitzt ein Schutzdach. Die Außenwände der Burg sind vollständig in Stein ausgeführt. Ein Gesims aus Bossenwerk verläuft über die gesamte Hauptfassade; es ist über dem Haupteingang unterbrochen und über den Rest des Gesimses angehoben. Die verschiedenen, schmalen Fenster haben Rundbögen. Die Burg ist von einem Garten umgeben. Der Gesamteindruck des Gebäudes entspricht den Stilen des Spätmittelalters und der Renaissance.